# Johannes Große
Johannes Große, född den 7 januari 1997 i Berlin, är en tysk landhockeyspelare.

## Karriär
Johannes Große ingick i det tyska landhockeylaget som tog silver vid OS 2024.